# 四国八十八景

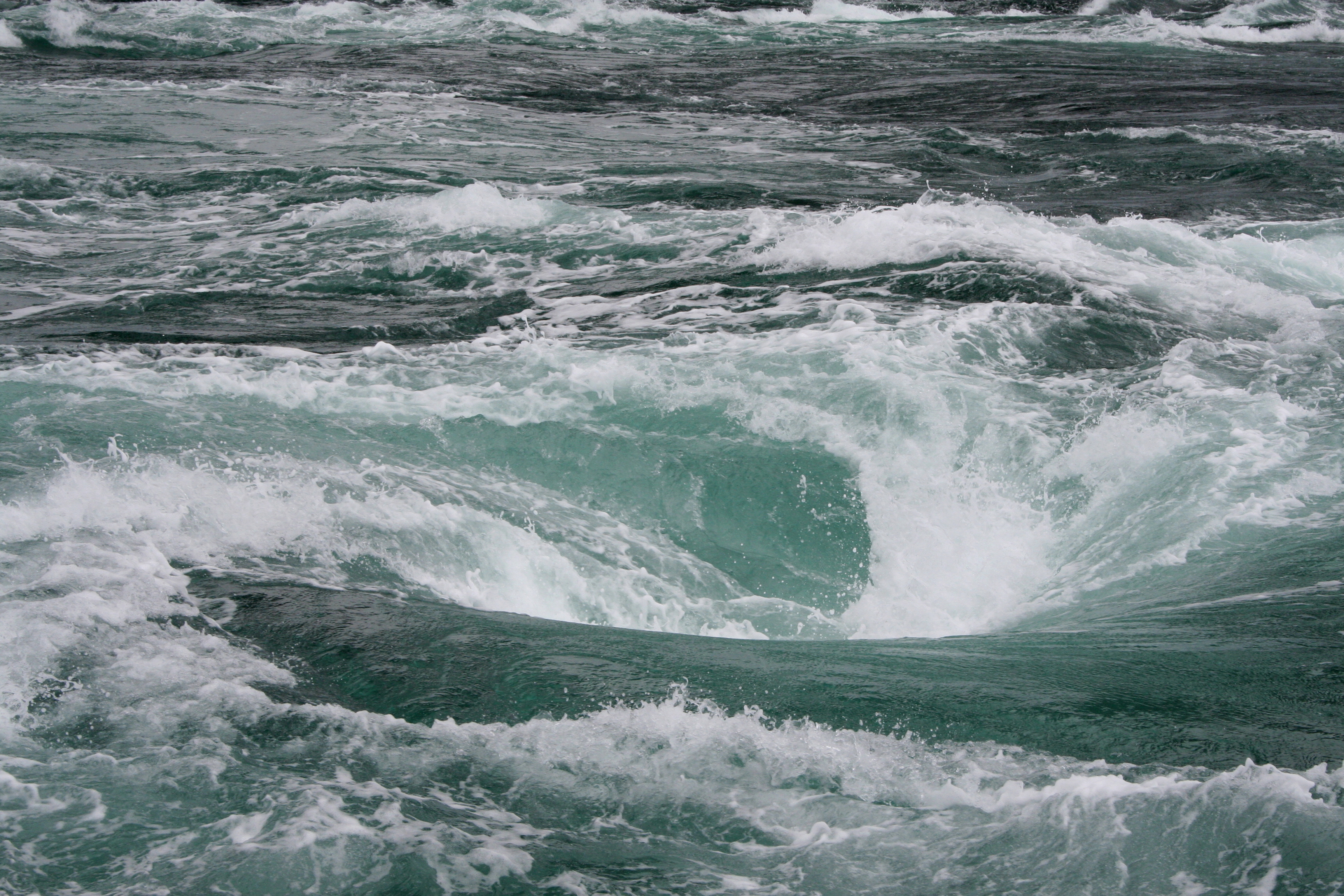
01 鳴門の渦潮

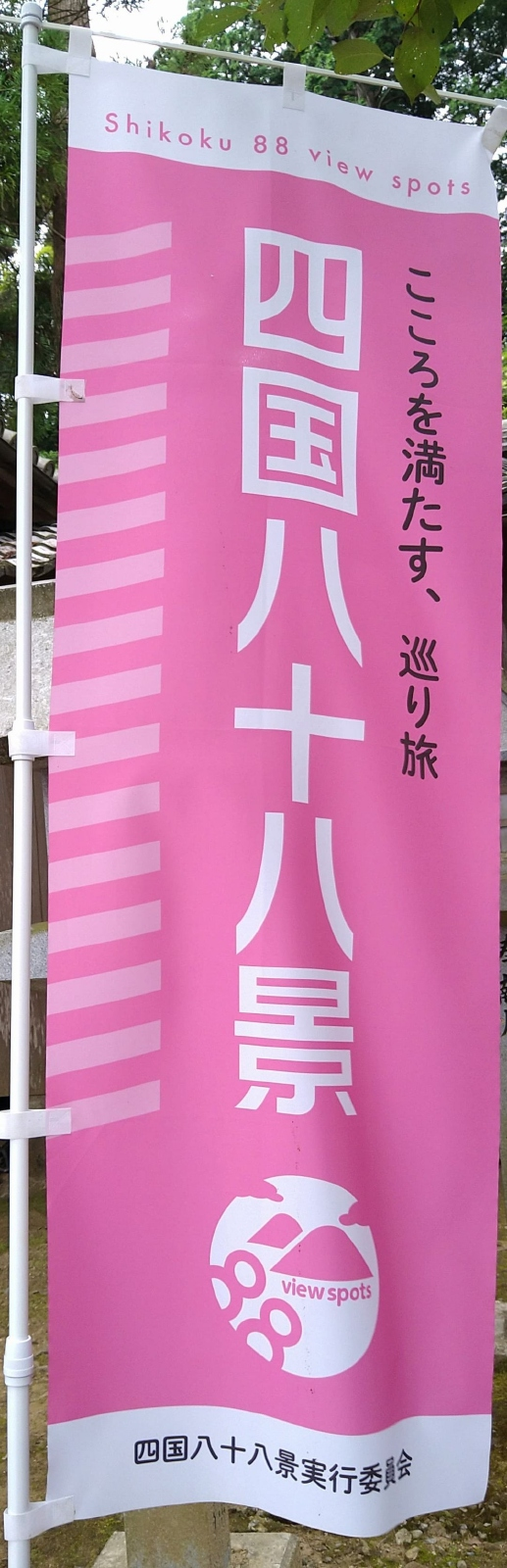
旗

四国八十八景（しこくはちじゅうはっけい）は、四国地方整備局が企画し、選定された四国（徳島県・高知県・愛媛県・香川県）にある88箇所の名所。

## 沿革
- 2015年（平成27年）6月12日：2020年東京オリンピックに向けて四国を訪れる観光客の増加を図るために四国八十八景実行委員会が発足[1][2]。
- 2015年（平成27年）12月1日 - 2016年（平成28年）5月31日：第1期募集。（「眺める場所」の管理者による応募による）。
- 2017年（平成29年）3月8日：199件の応募から第1期選定箇所として、四国全体で22箇所（高知県から4箇所）が選定[3]。
- 2017年（平成29年）4月1日 - 7月31日：第2期募集。
- 2018年（平成30年）6月14日：66箇所が追加選定され、四国八十八景のすべてが決まる[4]。
- 2022年（令和4年）：四国八十八景の幟が各地で掲示される。

## 選定地
「四国らしい風景」を「眺める場所」とあわせて選定されている。

### 徳島県
- 01 渦の道（大鳴門橋遊歩道）→渦潮

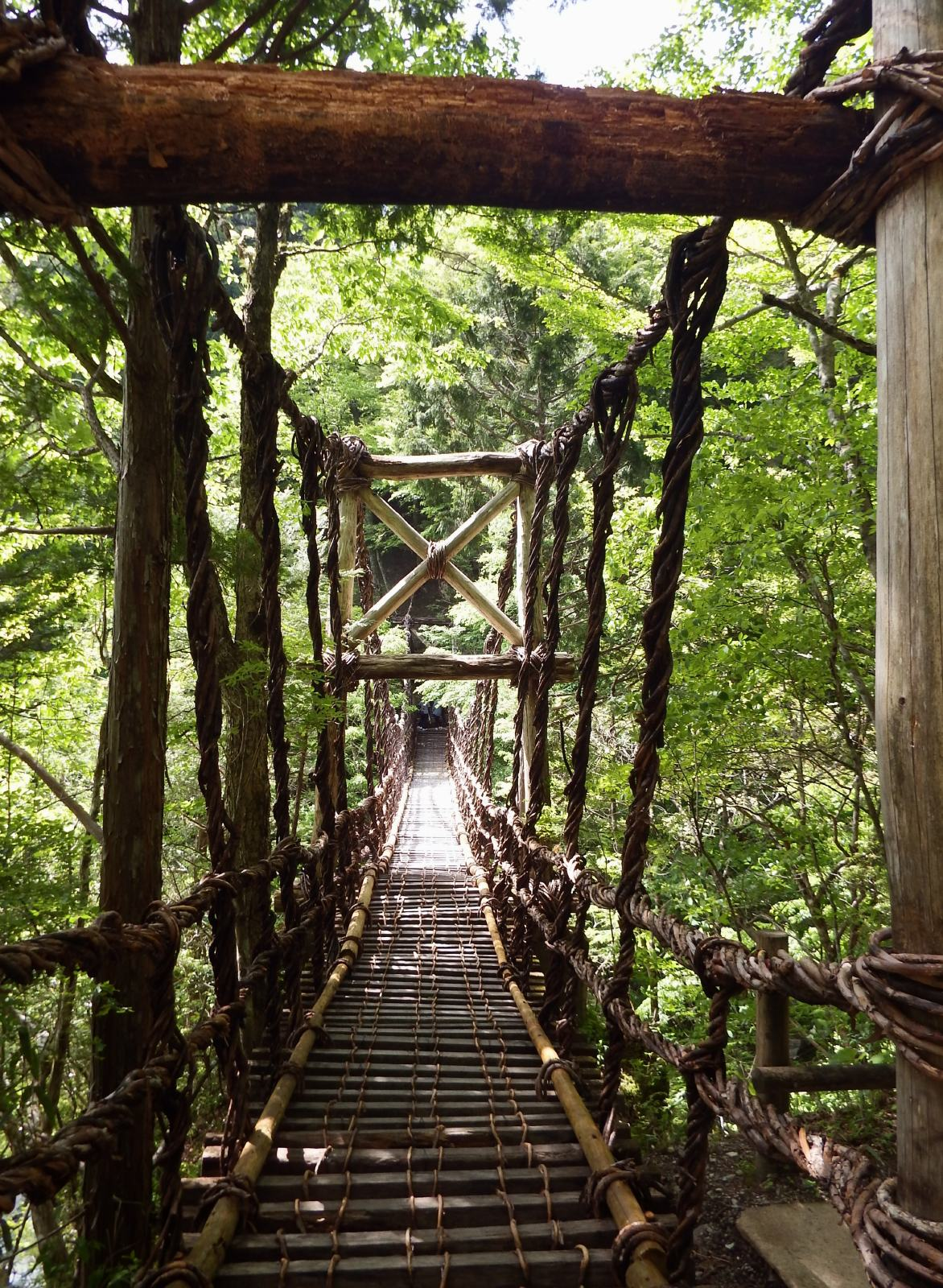
14 奥祖谷二重かずら橋

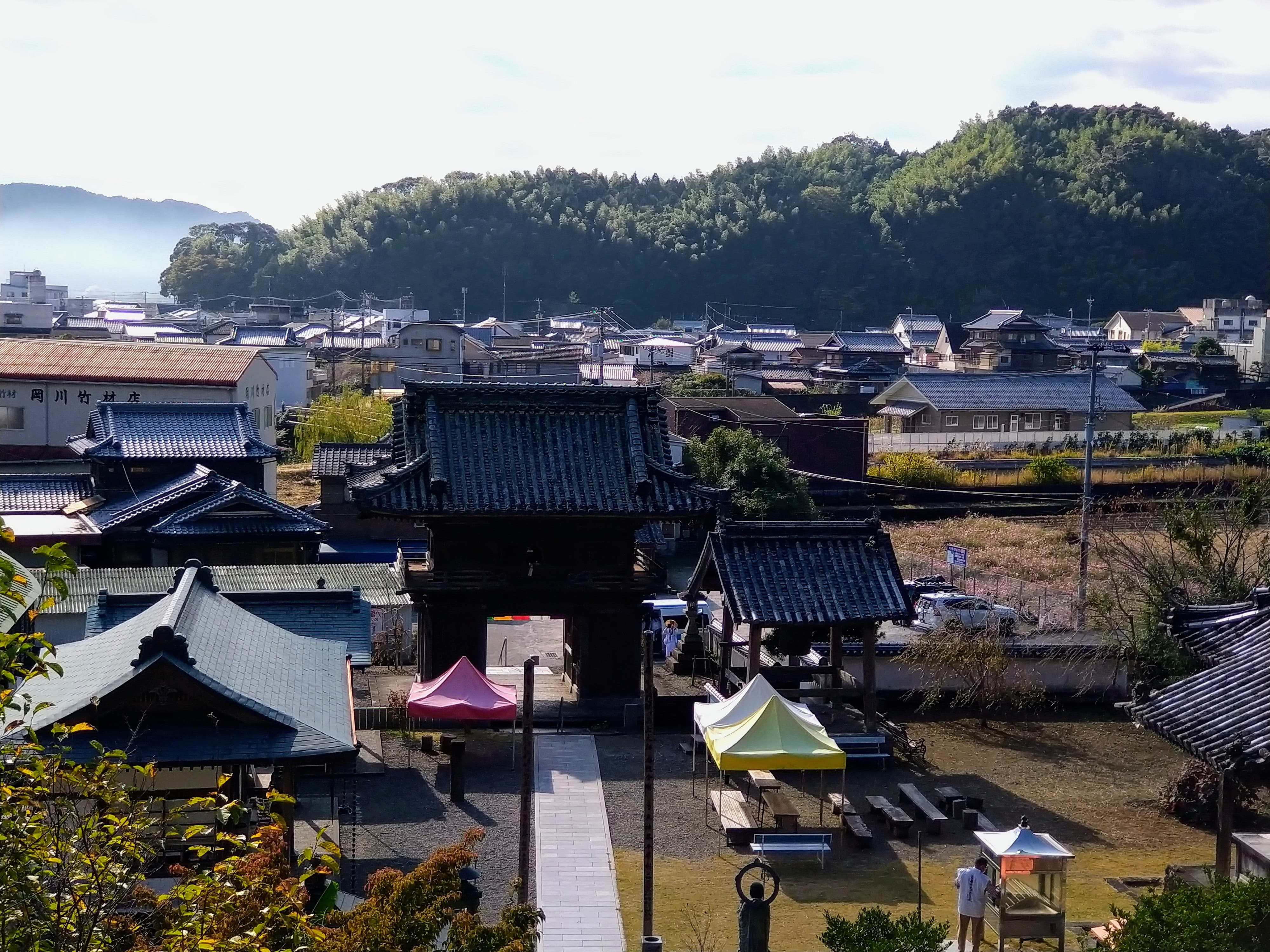
18 平等寺 涅槃大師

- 02 レストラン「カリフォルニア・テーブル」（鳴門市）→鳴門海峡
- 03 ひょうたん島周遊船→ケンチョピアと眉山の風景
- 04 眉山ロープウェイ→水都市徳島の風景
- 05 徳島県立神山森林公園イルローザの森  ポテレット広場
- 06 岩の鼻展望台→四国三郎吉野川
- 07 阿波の土柱展望台→自然の造形美土柱
- 08 うだつの町並み（北岸の旧脇町）
- 09 本楽寺→枯山水と吉野川
- 10 二層うだつの町並み（南岸の旧貞光町）
- 11 特別天然記念物「加茂の大クス」
- 12 水の丸ふれあい公園（旧三加茂町）
- 13 大歩危峡観光遊覧船
- 14 奥祖谷二重かずら橋
- 15 剣山山頂 西日本第二の高峰
- 16 大川原高原 頂上からのパノラマビュー
- 17 西日本最長の太龍寺ロープウェイ 大河を越え山を越える
- 18 平等寺→涅槃大師に見える風景
- 19 薬王寺→日和佐の町並み
- 20 モラスコむぎ→潮の干満で姿を変える「松ヶ磯」
- 21 海中観光船ブルーマリン→竹ケ島海域幻想クルーズ

### 高知県

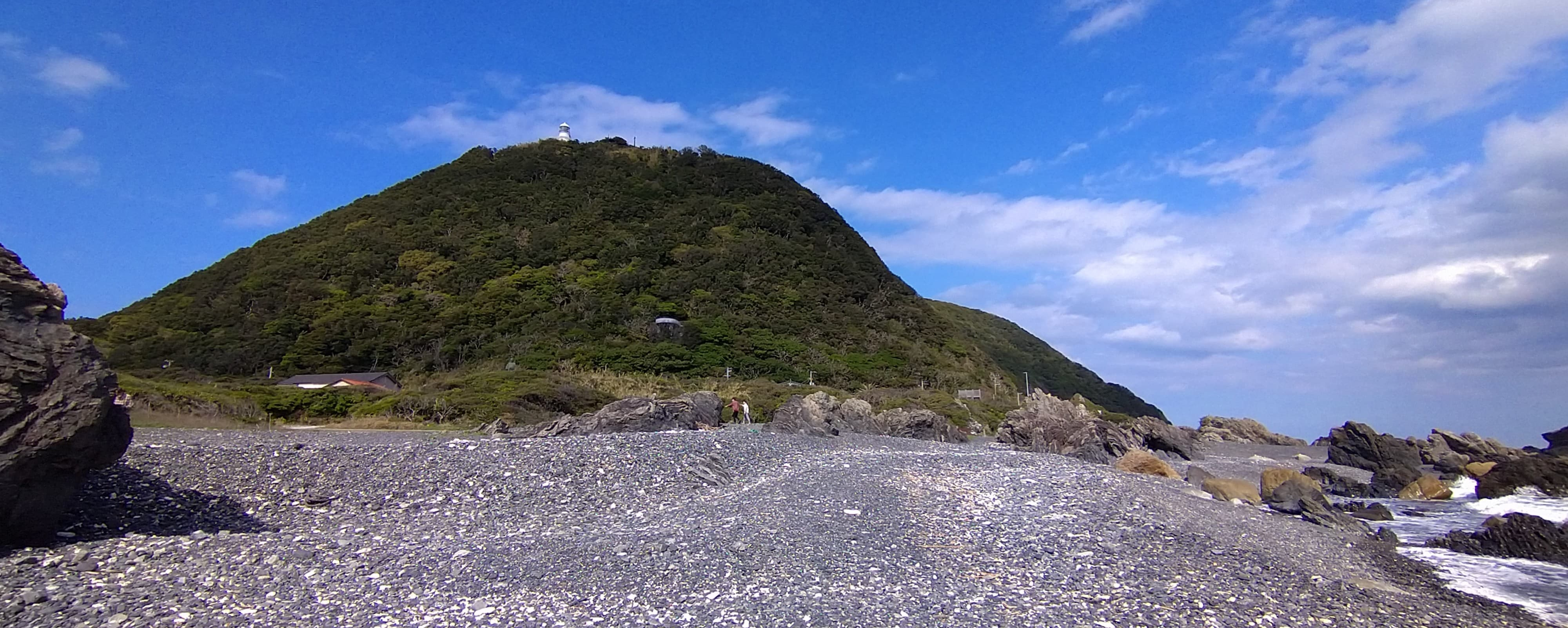
22 室戸岬 灌頂ヶ浜

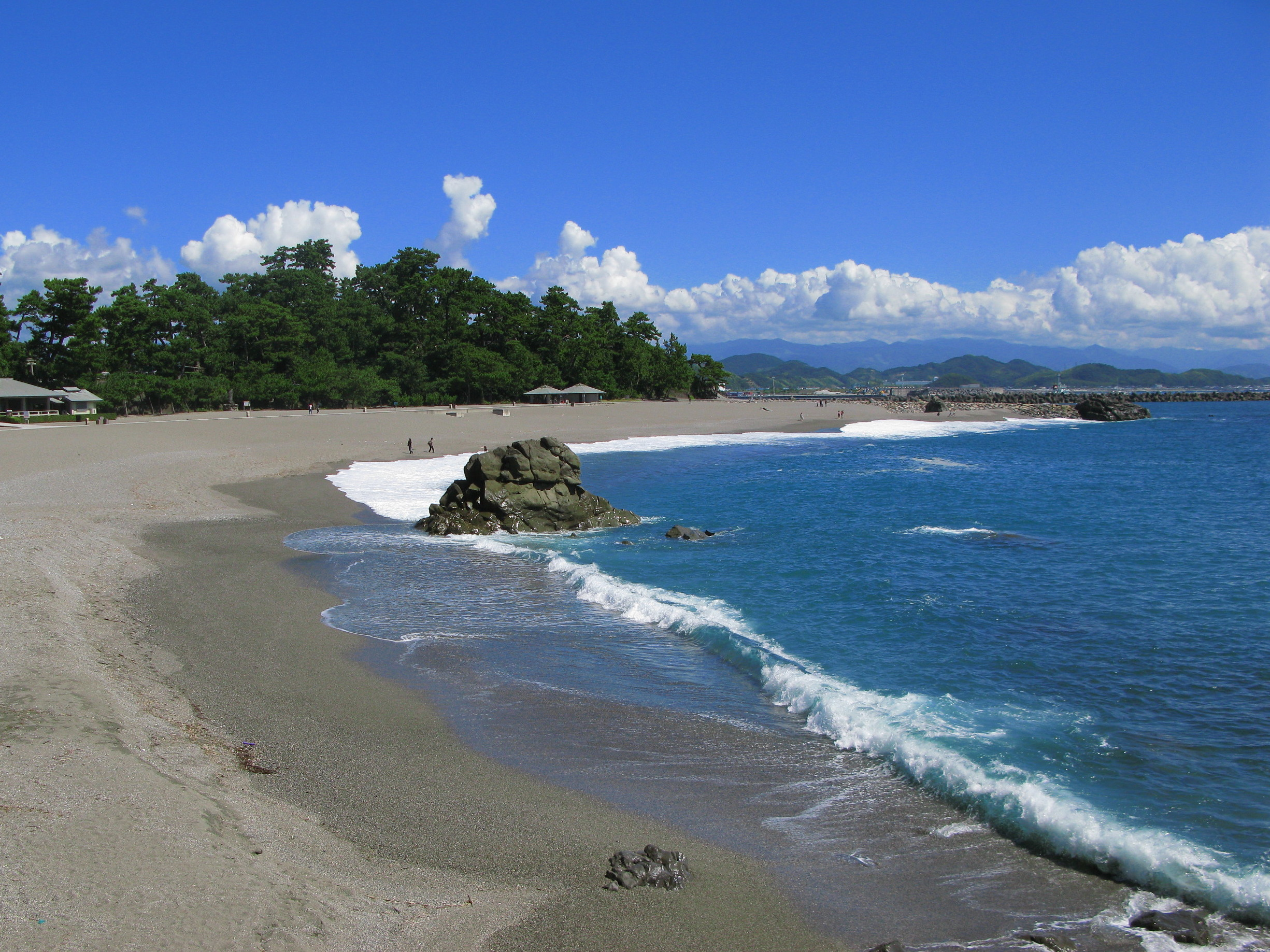
26 桂浜公園

- 22 室戸岬→先っちょの灌頂ヶ浜から室戸岬灯台を見る
- 23 北川村モネの庭マルモッタン
- 24 海に浮かぶレストラン「SEA HOUSE」（芸西村）→太平洋
- 25 轟の滝展望台 落差82mの三段滝、日本滝百選
- 26 桂浜公園 坂本龍馬像と太平洋
- 27 高知城天守閣、高知県立高知城歴史博物館 日本唯一の天守と本丸御殿が両方現存
- 28 ゆとりすとパークおおとよのパノラマの雲海
- 29 にこ淵 碧の秘境
- 30 安居渓谷 仁淀ブルーの水晶淵
- 31 中津渓谷 雄大な雨竜の滝
- 32 県道四国カルスト公園縦断線→天空の遊び場四国カルスト
- 33 星ふるヴィレッジTENGU→天狗高原の満天の星空
- 34 shimantoおちゃくりcafé（道の駅四万十とおわ）→日本最後の清流四万十川
- 35 四万十カヌーとキャンプの里かわらっこ（四万十市）→最後の清流でのカヌー体験とキャンプ
- 36 四万十川河川敷入田ヤナギ林（四万十市）→約2kmのヤナギの新緑と菜の花の道を散策
- 37 砂浜美術館 → 建物は存在せず自然の砂浜を美術館に見立る
- 38 星ヶ丘公園・ヒメノボタンの里（三原村）→ 睡蓮オオオニバスの池や山野草の大自然の空間
- 39 白い砂浜「大岐の浜」中央東屋
- 40 足摺岬海上遊覧船→海の秘境クルーズ
- 41 見残し海岸河岸遊歩道←竜串グラスボート
- 42 宿毛リゾート椰子の湯→宿毛湾と咸陽島（かんようとう）

### 愛媛県

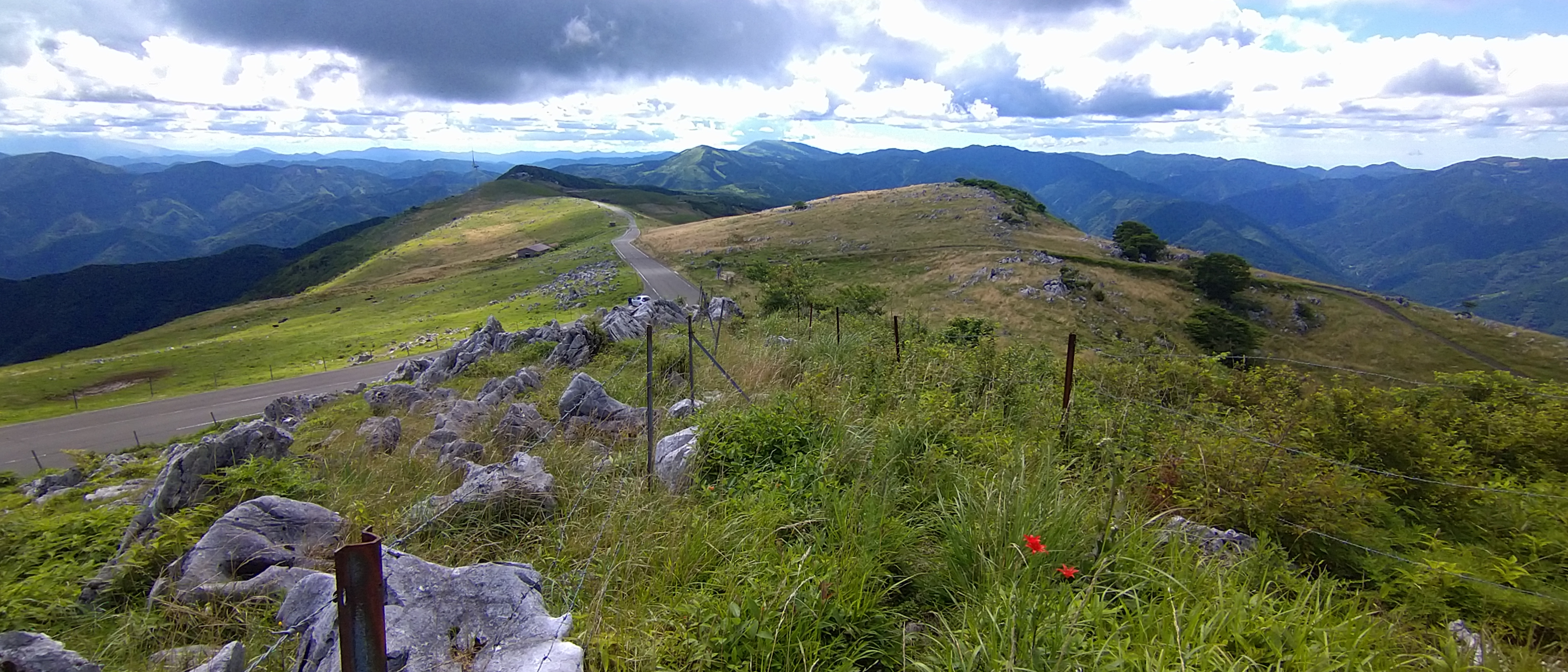
32 四国カルスト

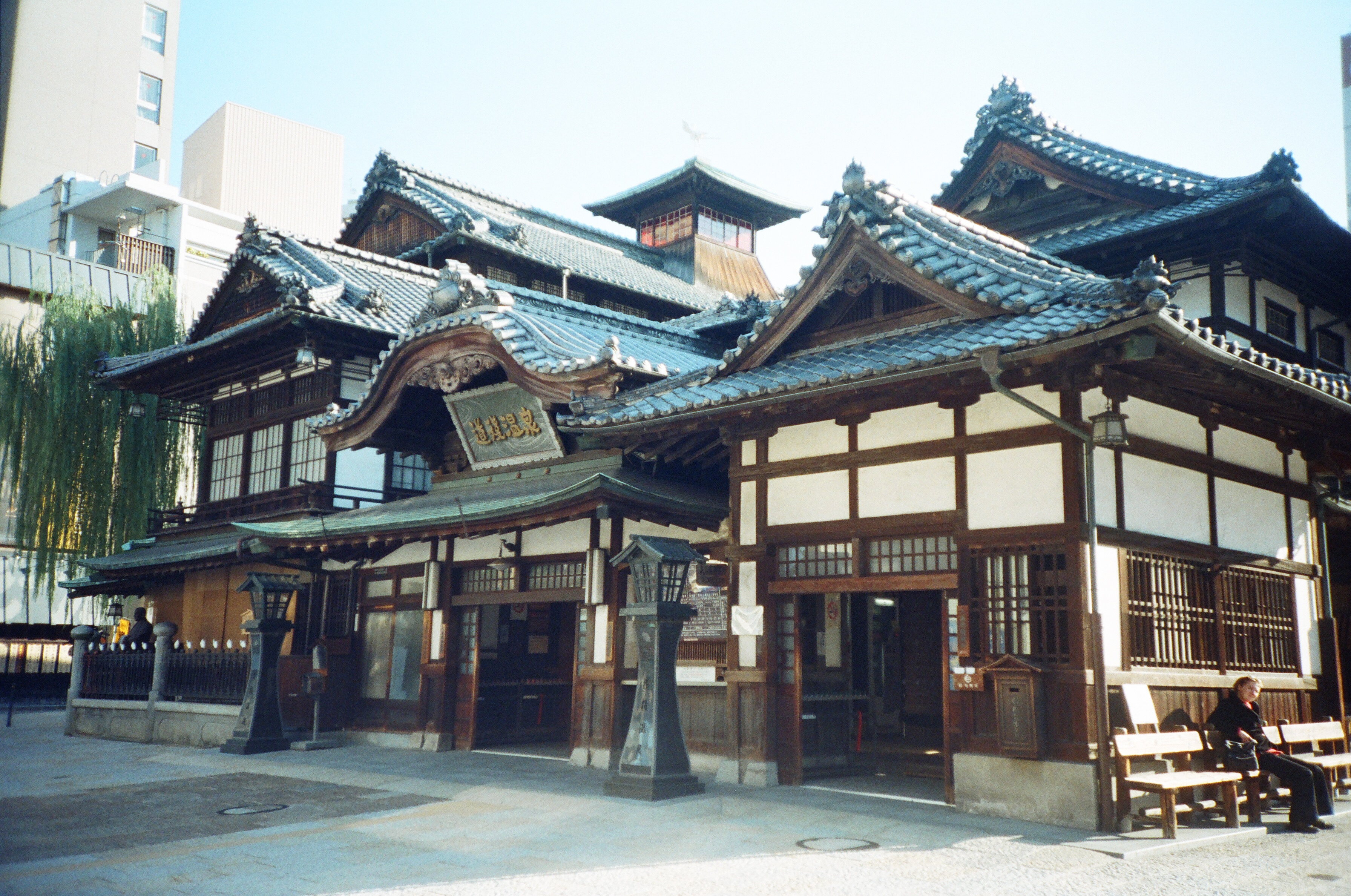
54 道後温泉本館

- 32 県道四国カルスト公園縦断線→天空の遊び場四国カルスト
- 43 高茂岬 太平洋の広大な海原を一望する連なる断崖絶壁
- 44 外泊 石垣の里
- 45 遊子水荷浦の段畑
- 46 渓谷美 成川渓谷（鬼北町）
- 47 滑床渓谷→雪輪の滝
- 48 こけむしろ（西予市）→苔庭
- 49 肱川の屋形船→大洲の臥龍淵と不老庵
- 50 八日市・護国の町並み→内子の風景
- 51 道の駅八幡浜みなっと→八幡浜市向灘の段々畑
- 52 椿山展望台→四国最西端佐田岬灯台
- 53 松山城の天守最上階からの展望
- 54 日本最古の道後温泉のシンボル「本館」
- 55 市道を走る渡し舟「三津の渡し」
- 56 来島海峡急流観潮船
- 57 亀老山展望公園→来島海峡
- 58 道の駅今治市多々羅しまなみ公園→多々羅大橋
- 59 インランド・シー・リゾート・フェスパ（上島町）→瀬戸内海の風景
- 60 休暇村瀬戸内東予→石鎚山系と燧灘
- 61 厳寒の氷瀑白猪の滝
- 62 自然の芸術の世界 滑川渓谷（東温市）
- 63 横峰寺の星が森→霊峰石鎚山を臨む
- 64 霊峰石鎚山 西日本最高峰の山頂
- 65 マイントピア別子東平→東洋のマチュピチ
- 66 三島公園→工場群と瀬戸内海の眺め

### 香川県
- 67 豊稔池遊水公園→豊稔池堰堤
- 68 琴弾公園→寛永通宝「銭形砂絵」
- 69 稲積山展望台→天空の鳥居
- 70 父母ヶ浜→日本のウユニ塩湖
- 71 紫雲出山山頂→瀬戸内海の多島美

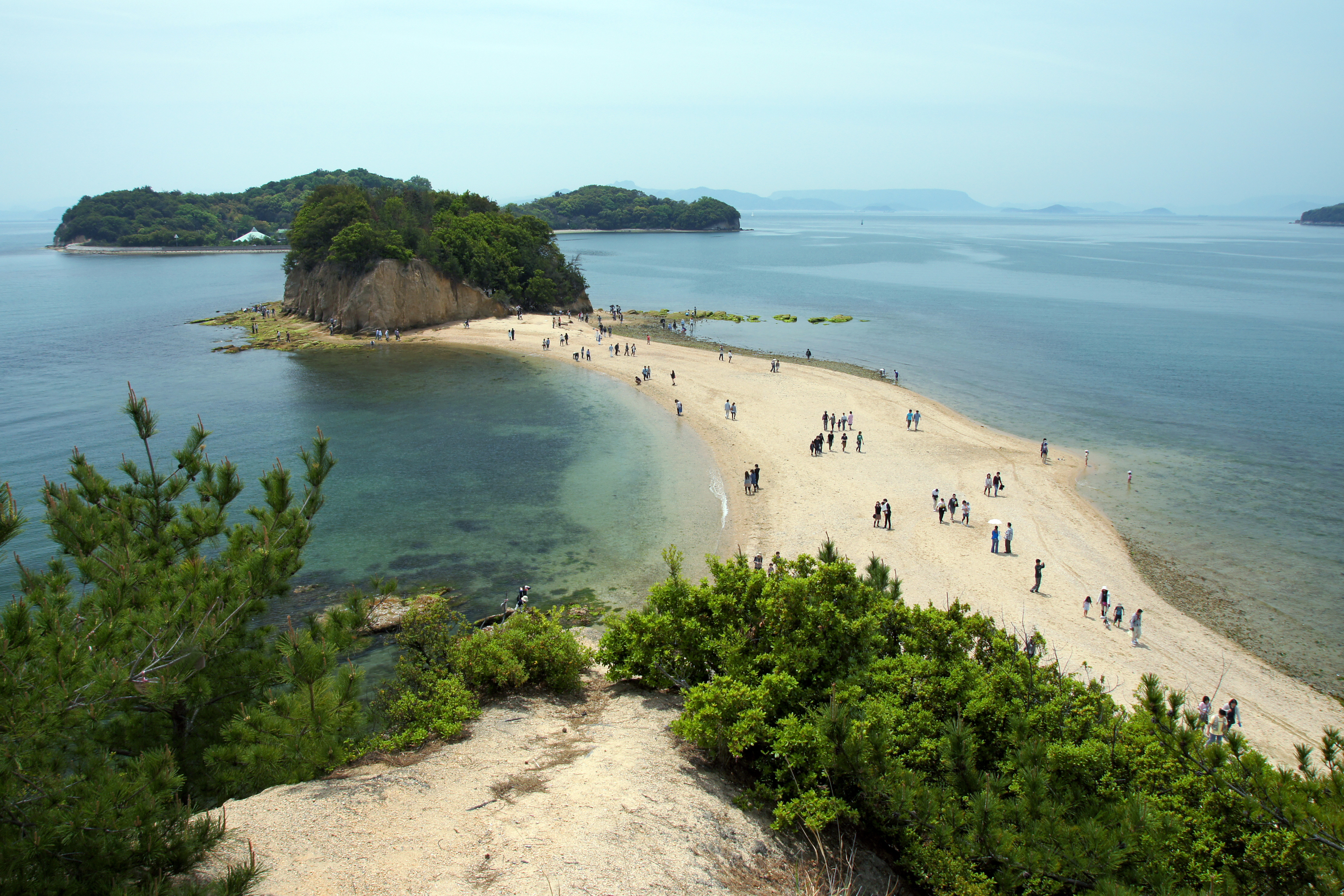
76 エンジェルロード

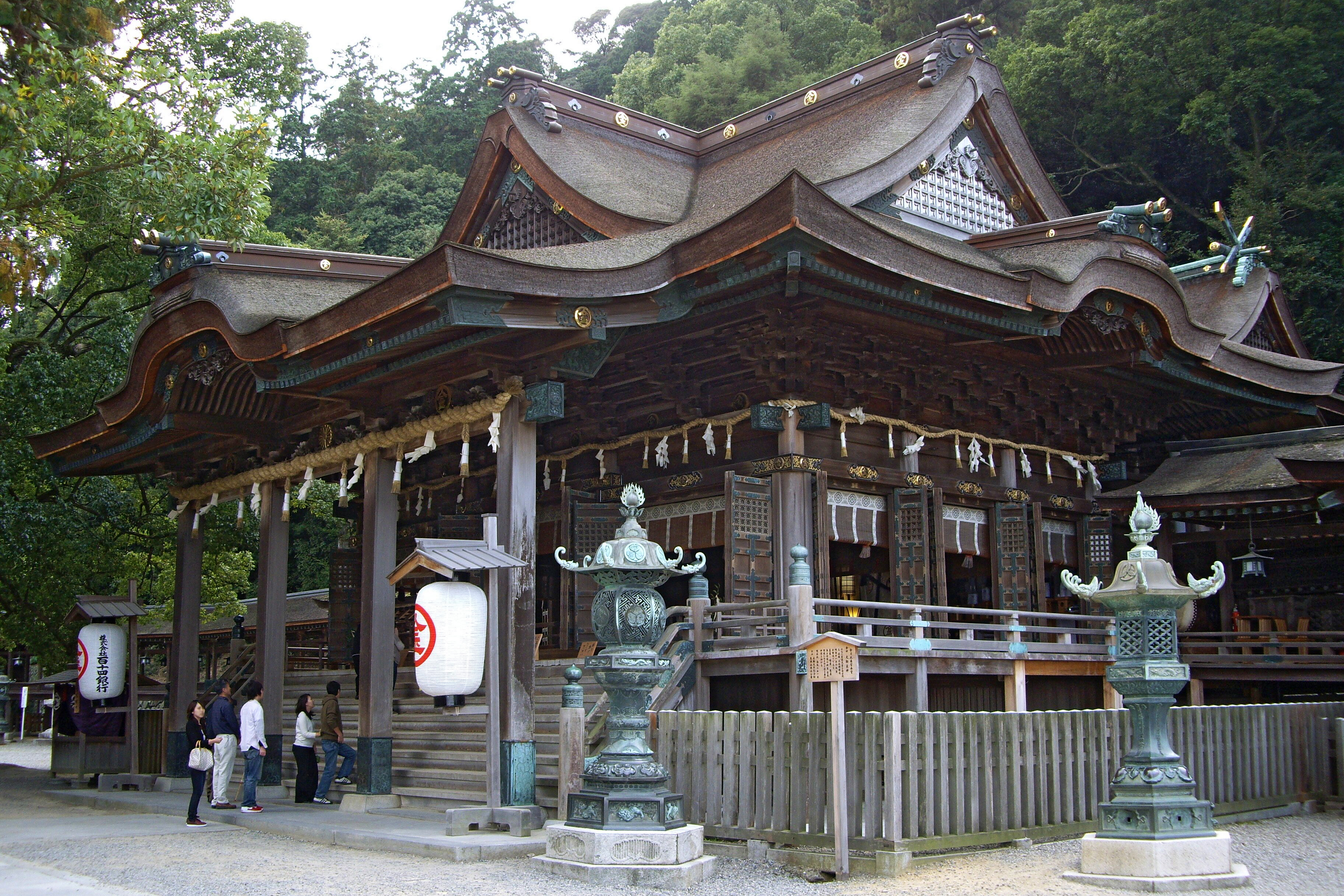
87 金刀比羅宮

- 72 丸亀市のため池「宮池」→逆さ讃岐富士
- 73 聖通寺山山頂のサン・アンジェリーナ→瀬戸内海と瀬戸大橋
- 74 東山魁夷せとうち美術館（カフェ）→瀬戸大橋
- 75 花樹海（テラス）→瀬戸内海と高松市街を一望
- 76 エンジェルカフェ→天使の散歩道「エンジェルロード」
- 77 小豆島の四方指・大観望展望台→小豆島全景と瀬戸内海
- 78 寒霞渓ロープウェイ→絶景の寒霞渓
- 79 特別名勝栗林公園
- 80 屋島 獅子ノ霊巌展望台からの瀬戸内海の夕景
- 81 大串自然公園(さぬき市）芝生広場→瀬戸内海
- 82 志度カントリークラブ（レストラン）→瀬戸内海
- 83 プレジャーボート（東かがわ市）→海上からの大地の歴史「瀬戸内ジオサイト」
- 84 市道引田本町線→讃州井筒屋敷と引田の町並み
- 85 キトクラスカフェ（丸亀市）→木と暮らすことを伝える空間
- 86 国営讃岐まんのう公園→昇竜の滝
- 87 金刀比羅宮 本宮と展望台からの風景

### 四県共通

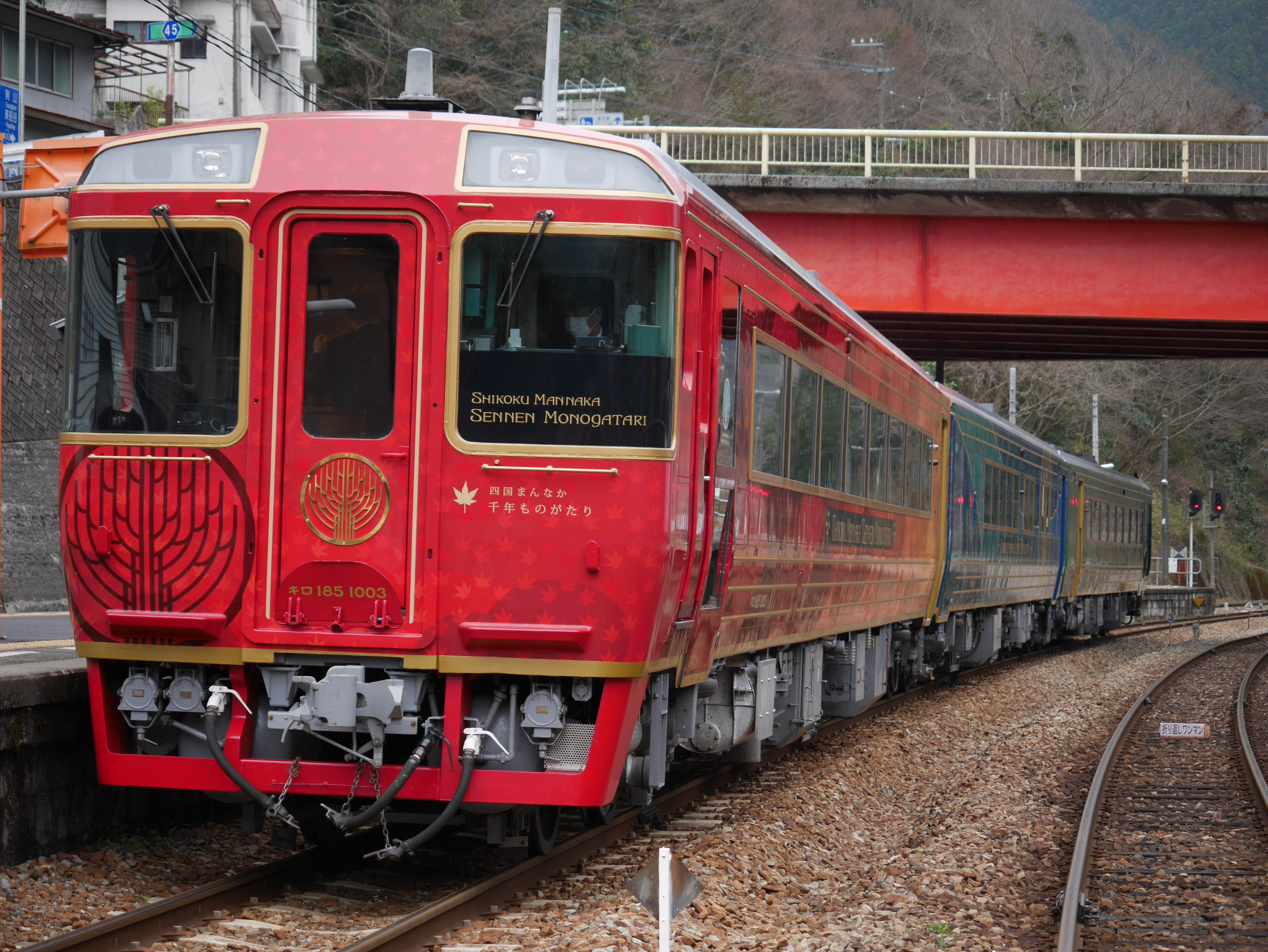
88 四国まんなか千年ものがたり

- 88 しまんトロッコ、四国まんなか千年ものがたり、伊予灘ものがたり